# Yuja Wang
Yuja Wang (en chino, 王羽佳; pinyin, Wáng Yǔjiā;
Pekín, 10 de febrero de 1987) es una pianista clásica china. Comenzó a estudiar piano a la edad de seis años. Ingresó en el Conservatorio Central de Música de Pekín un año después. A la edad de 21 años ya era internacionalmente reconocida y daba recitales por todo el mundo. Tiene contrato de grabación con Deutsche Grammophon. En una entrevista con LA Times, dijo: «Para mí, tocar música es transportarme a otro modo de vida, otra forma de ser. Una actriz hace eso».

## Formación
Wang proviene de una familia de músicos. Su madre, Zhai Jieming, es bailarina y su padre, Wang Jianguo, es percusionista. Ambos viven en Pekin.
Wang empezó a estudiar piano a la edad de 6 años. A los 7 años empieza tres años de estudio en el Conservatorio Central de Música de su ciudad. A los 11 años participa como alumna en el Morningside Music Bridge International Music Festival (en Mount Royal University en Calgary, Alberta), del que resulta ser la estudiante más joven.
A los 15 años, Wang ingresó en el Instituto de Música Curtis de Filadelfia, donde estudió cinco años con Gary Graffman y se graduó en el 2008. Graffman dijo que la técnica de Wang le impresionó durante su audición, pero que "es la inteligencia y el buen gusto" de sus interpretaciones lo que la distingue.

## Carrera

### Carrera inicial
En 1998, Wang ganó el 3er. premio en la Ettlingen Competition Internacional para Jóvenes Pianistas, en Ettlingen, Alemania. En 2001 ganó el Tercer Premio y el Premio Especial del Jurado (otorgado al finalista de menos de 20 años) en la Sección de Piano de la Primera Sendai International Music Competition en Sendai, Japón.
En 2002, Wang ganó el concurso del concierto del Festival Musical Aspen.
En 2003, Wang hizo su debut europeo con la Tonhalle Orchestra en Zürich, Suiza, tocando el Concierto para piano n.º 4 de Ludwig van Beethoven bajo la batuta de David Zinman. Hizo su debut norteamericano en Ottawa en la temporada 2005/06, reemplazando a Radu Lupu, actuando en el mismo concierto de Beethoven, con Pinchas Zukerman en la dirección.
El 11 de septiembre de 2005, Wang fue nombrada ganadora del Premio Gilmore Young Artist, otorgado a los pianistas más prometedores de 22 años y más jóvenes. Como parte del premio, recibió 15 000 dólares, actuó en los conciertos del Festival Gilmore y tuvo un nuevo trabajo de piano encargado para ella.
En 2006, Wang debutó con la New York Philharmonic en el Bravo! Vail Music Festival. En la siguiente temporada tocó con la orquesta bajo la dirección de Lorin Maazel durante la gira por Japón y Corea.
En marzo de 2007 reemplazó a Martha Argerich en cuatro conciertos de Boston. Argerich había cancelado sus actuaciones con la Orquesta Sinfónica de Boston en cuatro conciertos de suscripción del 8 al 13 de marzo. Wang interpretó el Concierto para Piano n.º 1 de Chaikovski, con la dirección de Charles Dutoit. Su éxito supuso el lanzamiento de su carrera a nivel internacional.

### Actuaciones destacadas

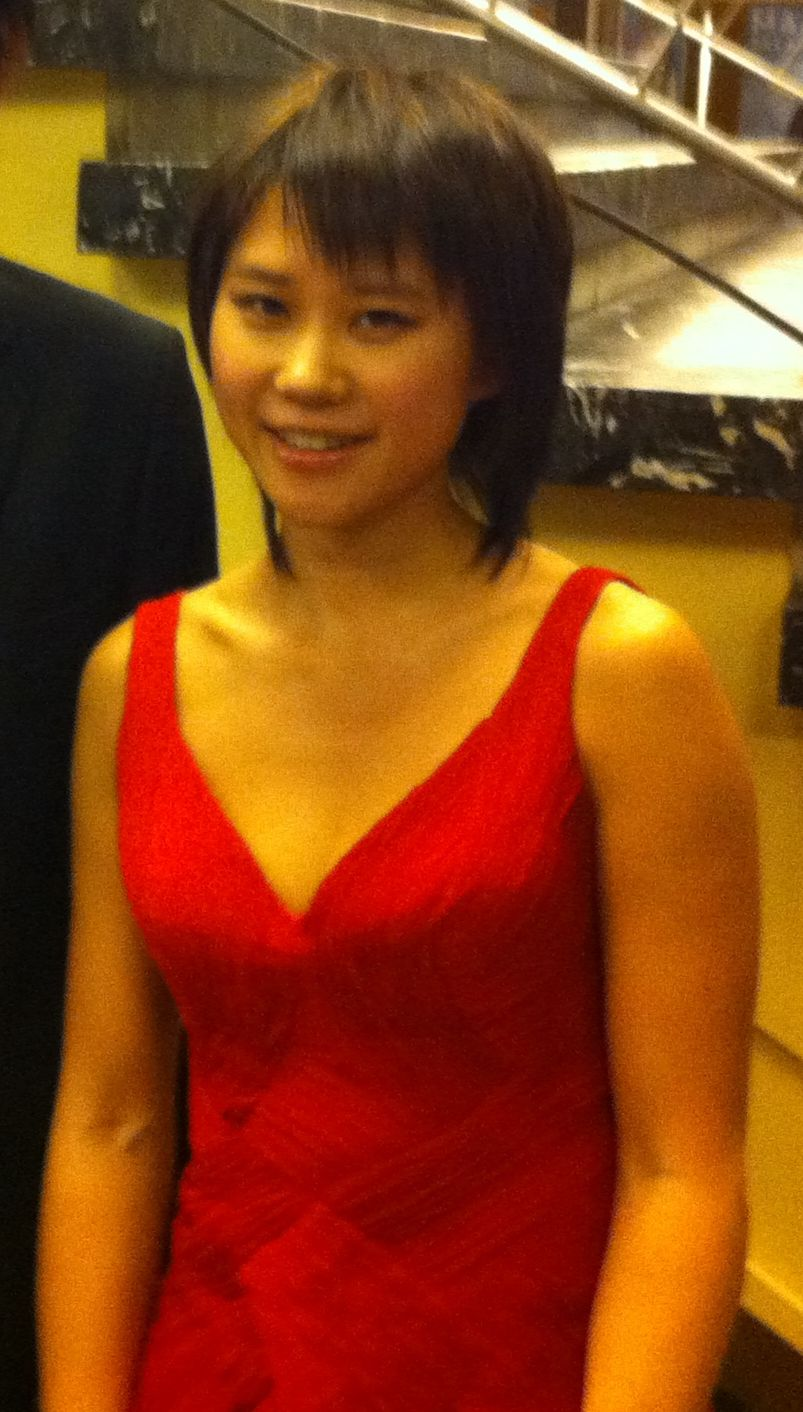

En 2008, Wang hizo una gira por Estados Unidos con la Academy of Saint Martin in the Fields, dirigida por Sir Neville Marriner. En 2009, tocó como solista con la YouTube Symphony Orchestra, dirigida por Michael Tilson Thomas en el Carnegie Hall. Tocó con la Lucerne Festival Orchestra dirigida por Claudio Abbado en Beijing, con la Royal Philharmonic Orchestra en España y en Londres y con la Hong Kong Philharmonic.
En 2009, Wang tocó y grabó el Concierto para Piano de Mendelssohn con Kurt Masur en el Festival de Verbier. Su interpretación del vuelo del moscardón se presentó en el DVD de tomas destacadas del Festival Verbier del 2008. El vídeo de "El vuelo del moscardón" ha sido visto más de 3 millones de veces en YouTube.
En 2012, Wang dio una gira con la Orquesta Filarmónica de Israel y el director Zubin Mehta en Israel y los Estados Unidos, con un concierto en el Carnegie Hall de Nueva York en septiembre. Wang visitó Asia en noviembre de 2012 con la Sinfónica de San Francisco y su director Michael Tilson Thomas.
En febrero de 2013, Wang interpretó y grabó el Concierto n.º 2 de Prokófiev y el Concierto n.º 3 de Rajmáninov con el director Gustavo Dudamel y la Orquesta Sinfónica Simón Bolívar de Venezuela.
También en 2013, Wang hizo una gira de recitales en Japón que culminó con su debut de recital en el Suntory Hall de Tokio.
Wang hizo su debut con la Orquesta Filarmónica de Berlín en mayo de 2015, tocando el Concierto n.º 2 de Serguéi Prokófiev con el director Paavo Järvi. El concierto fue retransmitido en directo a través de la Sala de Conciertos Digital de la orquesta.
En un alejamiento de su anterior repertorio predominantemente ruso, tocó el Concierto para piano No. 9 de Mozart, el Jeunehomme, en febrero de 2016 en el David Geffen Hall de Nueva York en cuatro noches consecutivas con Charles Dutoit dirigiendo, entonces, entonces su debut con la  Orquesta Filarmónica de Viena bajo la batuta de Valery Gergiev en Múnich y París. En marzo de 2016, Wang tocó durante tres noches la Sinfonía Turangalila de Messiaen con Esa-Pekka Salonen dirigiendo. En un recital en Carnegie hall en mayo de 2016, tocó la Sonata para piano No. 29 de Beethoven, el Hammerklavier, y dos de las Cuatro baladas para piano de Brahms y la Kreisleriana de Robert Schumann.

### Orquestas y actuaciones
Desde 2013 Wang ha actuado con muchas orquestas, incluyendo las de Boston, Chicago, Cleveland, Los Ángeles, Nueva York, Filadelfia, San Francisco y Washington, en los EE. UU. En otros países ha actuado con la Staatskapelle Berlín, China Philharmonic, Filarmonica della Scala, Toronto Symphony, Israel Philharmonic, London Philharmonic, Orchestre de París, Orquesta Nacional de España, Orquesta sinfónica de Barcelona, Orquesta Sinfónica Simón Bolívar, NHK Symphony en Tokio, Real Concertgebouw Orquesta, Orquesta Mozart y Orchestra dell'Accademia Nazionale di Santa Cecilia.

## Discografía
En enero de 2009 Wang firmó un contrato de registro con Deutsche Grammophon. Publicó su primer CD, Sonatas & Estudios en 2009, seguidos por Transformación en 2010; Rachmaninov en 2011 y Fantasia en 2012.
Además, EuroArts publicó un DVD en el cual interpreta el Concierto para Piano n.º 3 de Serguéi Prokófiev, con Abbado dirigiendo.
Yuja Wang tocó el Concierto para piano n.º 2 de Prokófiev con la Orquesta Sinfónica Simón Bolívar, bajo la dirección de Gustavo Dudamel en Caracas, Venezuela, en febrero de 2013. Una grabación de este concierto se publicó en diciembre de 2013 en Deutsche Grammophon.
Aunque hay informaciones de que Wang lanzó un CD de debut en 1995, hay poca información disponible al respecto.
- Sonatas & Estudios (2009) comprende la Sonata n.2 op. 35 de Chopin, la Sonata n. 2 op. 19 de Scriabin, la Sonata en si menor de Liszt y algunos estudios de Ligeti.
- Transformation (2010) comprende "Tres movimientos de Pétrouchka" de Stravinsky, las "Variaciones sobre un tema de Paganini" de Brahms, "La Valse" de Ravel y dos sonatas de Scarlatti.
- Rachmaninov (2011) comprende Concierto n. 2 op. 18 y Rapsodia sobre un tema de Paganini op. 43.
- Fantasia (2012) comprende obras de Rajmáninov, Scarlatti, Gluck/Sgambati, Albéniz, Bizet/Horowitz, Schubert/Liszt, Strauss/Cziffra, Chopin, Dukas/Staub, Scriabin, Saint-Saëns/Liszt/Horowitz.
- Brahms (2013) Son. vl. y p. n.º 1-3/Scherzo F.A.E. Son./Wiegenlied op. 49/4 - Kavakos/Wang, Decca
- Piano Concertos (2014) comprende Concierto n.º 3 de Rajmáninov y Concierto n.º 2 de Prokófiev
- Ravel Fauré (2015) comprende Conc. p. n. 1-2 de Ravel y Balada en fa mayor. op. 19 de Fauré - Wang/Bringuier/Tonhalle Zürich, Deutsche Grammophon

## Repercusión mediática
Wang ha recibido atención tanto por su glamurosa presencia (sus vestidos ceñidos y escotados, sus clamorosas minifaldas) como por su forma de tocar el piano. En una crítica de un concierto en el Hollywood Bowl, en Los Ángeles Times, el crítico de música clásica Mark Swed escribió:

Pero quizá sea su vestido naranja la razón por la que la noche del martes probablemente puede ser recordada ... Su vestido del martes era tan corto y apretado que el Bowl podría haber sido forzado a restringir la admisión a cualquier amante de la música por debajo de los 18 años no acompañado por un adulto. Sus tacones eran demasiado altos para caminar así que qué vamos a decir de un pedaleo sensato.

 Swed fue ampliamente criticado por este aspecto de su crítica.
En una Crítica de 2011 de su debut en el Carnegie Hall, The New York Times escribió: 

Desde la pieza de apertura, un preludio temprano de Scriabin, Wang tocó esta música, llena de figuras de la mano izquierda y líneas melódicas soñadoras, con una gran delicadeza, atención y gracia poética en los detalles musicales interiores.
Después del entreacto ofreció una interpretación rapsódica, infrecuente y matizada de la formidable Sonata en si menor de Liszt. Pero lo más revelador fue su interpretación de la Sonata de Piano n.º 6 de Prokófiev. Completada en 1940, esta obra de casi 30 minutos canaliza algunas bárbaras y propulsivas explosiones quebradizas dentro de la estructura formal de cuatro movimientos de una sonata. En otras lecturas, resulta intrigante oír música de tal modernismo agresivo dentro de los constreñimientos clásicos. Wang reconcilió estos elementos contradictorios a través de una interpretación de un detalle y claridad impresionantes.

En junio de 2012 el San Francisco Chronicle escribió que Wang es "sencillamente el pianista de concierto mejor dotado de hoy día en el mundo y no hay que hacer nada más que sentarse, escuchar y maravillarse con su arte."
De un concierto de mayo de 2013 en el Carnegie Hall, The New York Times informó que:

La liquidez de su fraseo en el segundo movimiento de la Sonata n.º 2 de Scriabin evocó el sonido de un clarinete. En la Sonata n.º 6 del mismo compositor yuxtapuso colores fuertes y tamizados con un efecto brillante antes de cerrar el programa con una versión pianística de "La valse", acentuando las líneas expresivas de los distorsionados valses de Ravel.

En mayo de 2016, The New York Times comentó su interpretación de la formidable Sonata para piano No. 29 de Beethoven:

El virtuosismo de la Sra. Wang va mucho más allá de la extraordinaria facilidad. A través de esta interpretación de Beethoven, ella sacó maravillosamente detalles intrincados, voces internas y colores armónicos. El primer movimiento tuvo elocuencia y audacia. El scherzo saltó junto con la picardía y la mordedura rítmica. En la tumba, gran movimiento lento, tocó con moderación y patetismo. Ella te mantenía en el borde durante la esquiva transición a la excelente, enrabietada fuga, que entonces ella despachó con insoldable destreza.

Este no fue un inquisitivo o profundo "Hammerklavier". Pero admiré la combinación de la energía juvenil y la integridad musical de la Sra. Wang.

## Premios
- 2006: Gilmore Young Artist Award[38]
- 2009: Gramophone Classic FM's Young Artist of the Year[10]
- 2010: Avery Fisher Career Grant Recipient[39]
- 2011: Echo Klassik Young Artist of the Year[40]
- 2017: Musical America Artist of the Year 2017[41]